# Roy Goldstein
Roy Goldstein (20 de junho de 1993) é um ciclista israelita que foi profissional entre 2015 e 2019, militando nas fileiras do conjunto Israel Cycling Academy durante toda a sua trajectória. O seu irmão Omer Goldstein também é ciclista profissional.
A 2 de dezembro de 2019 anunciou a sua retirada como ciclista profissional aos 26 anos de idade.

## Palmarés
- 2012
  - 2.º no Campeonato de Israel em Estrada

- 2014
  - 3.º no Campeonato de Israel em Estrada

- 2015
  - 3.º no Campeonato de Israel em Estrada

- 2016
  - 3.º no Campeonato de Israel em Estrada

- 2017
  - Campeonato de Israel em Estrada

- 2018
  - Campeonato de Israel em Estrada

## Equipas
- Israel Cycling Academy  (2015-2019)
  - Cycling Academy (2015-2016)
  - Israel Cycling Academy (2017-2019)